# Athanasius Schneider
Athanasius Schneider, född 7 april 1961 i Tokmok, är en romersk-katolsk biskop. Han är sedan år 2011 hjälpbiskop i stiftet Astana i Kazakstan. Schneider, som prästvigdes 1990, tillhör det Heliga Korsets regularklerker (O.R.C.).

## Biografi
Anton Schneiders föräldrar var etniska tyskar från Odessa i dagens Ukraina. Efter andra världskriget deporterades de till ett Gulag-läger i Krasnokamsk i Ural. Där blev familjen involverad i den underjordiska Kyrkan. Schneiders mor Maria var en av dem som gömde den ukrainske prästen Oleksa Zaryckyj, som senare led martyrdöden. Familjen Schneider frigavs sedermera ur lägret och flyttade till Estniska SSR. År 1973 emigrerade de till Västtyskland.
År 1982 blev Anton Schneider medlem av Heliga Korsets regularklerker och tog i samband med detta ordensnamnet Athanasius. Han prästvigdes 1990 och började 1999 att undervisa i patristik vid prästseminariet i Karaganda i Kazakstan. År 2006 blev Schneider vigd till biskop i Peterskyrkan av kardinal Angelo Sodano och tjänstgjorde som hjälpbiskop av Karaganda. Fem år senare, 2011, överflyttades han till ärkestiftet i Astana. Schneider är därutöver titulärbiskop av Celerina samt generalsekreterare för Kazakstans biskopskonferens.

### Dominus est
Biskop Schneider förfäktar det traditionella sättet att ta emot den heliga Kommunionen, det vill säga knäböjande och på tungan. Detta utvecklar han i boken Dominus est, utgiven 2008. Schneider uppmanar katoliker, vilka i sanning tror att det är Kristi kropp de tar emot i kommunionen att knäböja och ta emot den på tungan.